# Marte R. Gómez (Politiker)
Marte Rodolfo Gómez Segura (* 4. Juli 1896 in Reynosa, Tamaulipas; † 16. Dezember 1973 in Mexiko-Stadt) war ein mexikanischer Politiker des Partido Revolucionario Institucional (PRI), der unter anderem zwischen zwei Mal (1928–1930, 1940–1946) Minister für Landwirtschaft und Entwicklung war. Er fungierte zudem zwischenzeitlich 1934 als Minister für Finanzen und öffentliche Kredite sowie von 1937 und 1940 als Gouverneur des Bundesstaates Tamaulipas.

## Leben
Marte Rodolfo Gómez Segura, Sohn von Oberst Rodulfo Vidal Gomez und einer Lehrerin an einer Privatschule, absolvierte ein Studium der Agrartechnik an der Autonomen Universität Chapingo (UACh), welches er als Ingeniero agrónomo beendete. Während des Studiums schloss er sich 1915 in Morelos der Revolution an und diente in den Streitkräften von Emiliano Zapata. 1925 wurde er vom damaligen Gouverneur von Tamaulipas, Emilio Portes Gil, dessen politischer Verbündeter er seit 1920 war, zum Präsidenten der Agrarkommission dieses Bundesstaates ernannt. 1927 wurde er für die Partei der institutionalisierten Revolution PRI (Partido Revolucionario Institucional) Mitglied des Abgeordnetenhauses (Cámara de Diputados), eine der beiden Kammern des Kongresses der Union (Congreso General de los Estados Unidos Mexicanos), und gehörte dieser bis 1930 an. Nachdem Portes Gil am 1. Dezember 1928 Präsident Mexikos wurde, übernahm er in dessen Regierung den Posten als Minister für Landwirtschaft und Entwicklung (Secretario de Agricultura y Fomento) und bekleidete diesen bis zum 5. Februar 1930.
Im Anschluss wurde er am 1. September 1930 Mitglied des Senats (Senado de la República) und gehörte diesem als Vertreter des Bundesstaates Tamaulipas bis zum 31. August 1934 an. Während seiner Senatszugehörigkeit galt er als wichtiger Führer des PRI-Blocks des ehemaligen Präsidenten und faktischen Machthabers Plutarco Elías Calles. Zugleich wurde er am 1. Januar 1934 als Nachfolger von Calles zum Minister für Finanzen und öffentliche Kredite (Secretaría de Hacienda y Crédito Público) in die Regierung von Präsident Abelardo L. Rodríguez berufen, dem er bis zum 30. November 1934 angehörte. 1934 wurde er zudem Mitglied des Internationalen Olympischen Komitees (IOC) und war als Nachfolger von Francisco Castillo Nájera vom 1. Januar 1935 bis zu seiner Ablösung durch Adalberto Tejeda Olivares am 1. Juni 1936 Botschafter in Frankreich. Während dieser diplomatischen Verwendung in Paris lernte er den Dichter, Schriftsteller und Diplomaten Jaime Torres Bodet kennen und war zudem zwischen 1935 und 1936 als Botschafter beim Völkerbund akkreditiert.
Nach seiner Rückkehr übernahm Marte R. Gómez am 5. Februar 1937 von Enrique Luis Canseco den Posten als Gouverneur des Bundesstaates Tamaulipas und bekleidete dieses Amt bis zum 30. November 1940, woraufhin Jacobo Martínez González neuer Gouverneur wurde. Am 1. Dezember 1940 wurde er in der Regierung von Präsident Manuel Ávila Camacho noch einmal zum Minister für Landwirtschaft und Entwicklung berufen und bekleidete dieses Ministeramt bis zum 30. November 1946. Er war später zwischen 1950 und 1966 Präsident von Worthington of Mexico, S.A. sowie von 1954 bis 1956 Präsident des Rates für Entwicklung und Koordinierung der nationalen Produktivität (Consejo de Fomento y Coordinación de la Producción Nacional).
Ihm zu Ehren wurde die Städte Marte R. Gómez im Bundesstaat Chiapas und Marte R. Gómez im Bundesstaat Sonora sowie das Estadio Marte R. Gómez in Ciudad Victoria, der Hauptstadt von Tamaulipas, benannt.

## Veröffentlichungen
Gómez war darüber hinaus Autor zahlreicher Bücher über die mexikanische Landwirtschaft und anderen Sachthemen. Zu seinen Werken gehören:
- Iturbide. El movimiento de independencia de México en sus relaciones con la causa de la libertad en México y en España, („Iturbide. Die mexikanische Unabhängigkeitsbewegung in ihren Beziehungen zur Sache der Freiheit in Mexiko und Spanien“), 1939
- La cuestión agraria en los primeros congresos del México independiente. Conferencia sustentada en el Instituto Autónomo de Ciencias y Artes del Estado de Oaxaca, el 25 de enero de 1954, dentro del ciclo titulado „Historia y geografía de México“ en los cursos de invierno 1954, („Die Agrarfrage auf den ersten Kongressen des unabhängigen Mexiko. Vortrag am Autonomen Institut für Wissenschaften und Künste des Bundesstaates Oaxaca am 25. Januar 1954 im Rahmen der Reihe „Geschichte und Geographie Mexikos“ während der Winterkurse 1954“), 1955
- Las comisiones agrarias del sur, („Die Agrarkommissionen des Südens“) , Mitautor Gabriel Ferrer Mendiolea, 1957
- Anecdotario de San Jacinto, („Anekdoten von San Jacinto“), 1958
- Palique ranchero, („Rancher-Gespräche“), 1961
- La reforma agraria de México. Su crisis durante el período 1928–1934, („Mexikos Agrarreform. Ihre Krise im Zeitraum 1928–1934“), 1964
- La reforma agraria en las filas villistas. Años 1913 a 1915 y 1920, („Agrarreform in den Reihen der Villistas. Die Jahre 1913 bis 1915 und 1920“), 1966
- Medio siglo de progreso agrícola en México. De la dictadura y el empirismo a la revolución y la técnica, („Ein halbes Jahrhundert landwirtschaftlicher Fortschritt in Mexiko. Von Diktatur und Empirismus zu Revolution und Technologie“), 1967
- A un joven agrónomo mexicano, („An einen jungen mexikanischen Agronomen“), 1968
- Pancho Villa. U Intento De Semblanza, („Pancho Villa. Versuch eines Profils“), 1972

posthum
- Historia de la Comisión Nacional Agraria, („Geschichte der Nationalen Agrarkommission“), 1975
- Biografías de agrónomos, („Biografien von Agronomen“), 1976
- El crédito agrícola en México. Estudio sobre su establecimiento y análisis de su funcionamiento hasta 1931. Bases para su reorganización de acuerdo con el estado actual del Banco Nacional de Crédito Agrícola, („Agrarkredit in Mexiko. Studie zur Gründung und Analyse der Tätigkeit bis 1931. Grundlagen der Reorganisation gemäß dem aktuellen Status der Nationalen Agrarkreditbank“), 1976
- Episodios de la vida de la Escuela Nacional de Agricultura, („Episoden aus dem Leben der Nationalen Landwirtschaftsschule“), 1976
- Escritos agrarios, („Agrarische Schriften“), 1976
- Galería de ministros de agricultura, („Galerie der Landwirtschaftsminister“), 1976
- Vida política contemporánea. Cartas de Marte R. Gómez, („Zeitgenössisches politisches Leben. Briefe von Marte R. Gómez“), 1978

## Hintergrundliteratur
- Rubén Alexandro Roque Mendoza: Los pájaros vuelan al amanecer. Concurso nacional de cuentos campiranos Marte R. Gómez 1998–2002, 2003
- Roderic Ai Camp: Mexican Political Biographies, 1935–2009, University of Texas Press, Austin 2011, ISBN 978-0-292-72634-5, S. 292
- Manuel Quijano Torres: 200 AÑOS DE ADMINISTRACIÓN PÚBLICA EN MÉXICO. LOS GABINETES EN MÉXICO: 1821–2012, S. 409, 480, 539, INAP 2012 (Memento vom 26. Januar 2022 im Internet Archive)